# Club Balonmano La Roca
El Club Balonmano La Roca (BM La Roca) és un club d'handbol català de La Roca del Vallès, fundat el 1953.
La temporada 1972-1973 va ascendir a la Primera Divisió Catalana alhora que guanyava la Copa Catalana de Handbol masculina. En la temporada 1982-1983 va crear l'escola esportiva del club i en 1994 ascendí a Primera Divisió Espanyola d'Handbol masculina. Des de 2014 juga a la Divisió d'Honor B Espanyola d'Handbol. La fundació d'handbol roquerol, consta d'un equip a Divisió d'Honor Plata femenina (grup C) i a 1a Nacional masculina en la temporada 2020/2021. La primera fita s'aconseguí la temporada 2012/2013, on el senior femení va ascendir a la categoria de Divisió d'Honor Plata de la Real Federación Española de Balonmano.

## Palmarès
| Trajectòria del BM La Roca |         |       |        |
| Temp.                      | Primera | FADHB | 2a fem |
| 2010-11                    | 3r      | -     | -      |
| 2009-10                    | 3r      | -     | -      |
| 2008-09                    | 3r      | -     | 8è     |
| 2007-08                    | 5è      | -     | 3r     |
| 2006-07                    | 6è      | -     |        |
| 2005-06                    | 9è      | -     |        |
| 2004-05                    | 10è     | -     |        |
| 2003-04                    | 3r      | -     |        |
| 2002-03                    | 4t      | -     |        |
| 2001-02                    | 9è      | -     |        |
| 2000-01                    | 4t      | -     |        |
| 1999-00                    | 1r      | 3r    |        |
| 1998-99                    | 1r      | 3r    |        |
| 1997-98                    | 2n      | 1aF   |        |